# Булкин, Алексей Алексеевич
Алексей Алексеевич Булкин — советский конструктор-оружейник. Участвовал в конкурсах 1944 и 1946 годов по созданию автомата под новый промежуточный патрон 7,62 мм с автоматами АБ-44 (ТКБ-356) и АБ-46 (ТКБ-415).

## Конструкторская деятельность
Карьеру оружейника начал в августе 1923 года, поступив на работу в НИОП (с 1937 года — НИПСВО) на должность рабочего опытной мастерской. На полигоне работал до февраля 1938 года. Занимал должности рабочего, мастера опытной мастерской и конструктора. В 1942-43 гг. он в соавторстве с И. И. Раковым участвовал в разработке станкового пулемёта и автоматической винтовки. Известно, что в июле 1943 года на НИПСВО проходил испытания ручной пулемёт ТКБ-335 его конструкции. В 1944—1947 годах работал в ЦКБ-14 (современное АО «КБП», г. Тула), где сконструировал автоматы  АБ-44 (ТКБ-356) и АБ-46 (ТКБ-415). Там же в 1948 году участвовал в создании скорострельных авиационных пушек в соавторстве с Н. М. Афанасьевым и М. Е. Березиным.
В техническом кабинете ЦКИБ СОО сохранился 7,62 мм самозарядный карабин ТКБ-392 под патрон образца 1943 года, с механизмом запирания, аналогичным применявшемуся в автомате Булкина, но факт участия А. А. Булкина в работах по созданию самозарядного карабина под данный патрон нигде не упоминается.

### Автомат Булкина образца 1946 года
Алексей Алексеевич начал разработку оружия после появления ТТТ № 2456 43 к перспективному автомату под новый патрон образца 1943 г., однако на первых конкурсных испытаниях конструктора постигла неудача. При этом комиссия обратила внимание на конструкцию узла запирания автомата Булкина. В 1945 году по опыту испытания автоматов были разработаны новые ТТТ № 3131 45, по которым были разработаны АК-46, АК-47 и АБ-46.
Материалы отчёта НИПСМВО № 232 о полигонных испытаниях автоматов, происходивших 30.06 — 12.08.1947 года показывают, что автомат Булкина превосходил автомат Калашникова по некоторым параметрам (например, по кучности стрельбы), но уступал в надёжности. Поскольку по результатам использования стрелкового оружия в ВОВ приоритетной являлась именно надёжность, фаворитом после испытаний стала конструкция автомата Калашникова. Кроме того, научно-технический совет НИПСМВО на заседании 15 августа 1947 г., ограничил авторов в возможности доработки своих проектов с целью в скорейшее время выбрать готовый проект автомата. Как показывают современные исследования, кардинальное увеличение надёжности автомата Булкина было невозможно без перехода на иную конструкцию затвора, что и предопределило его поражение в конкурсе.

## Биографические сведения
В отличие от разработанного Булкиным оружия, сведений о самом конструкторе сохранилось мало. Личное дело Булкина утрачено, биографические сведения утеряны, близких родственников в живых не осталось. В ЦКИБ СОО сохранилась его единственная фотография.